# Interlands voetbalelftal van de Duitse Democratische Republiek 1970-1979
Deze pagina toont een chronologisch en gedetailleerd overzicht van de interlands die het voetbalelftal van de Duitse Democratische Republiek heeft gespeeld in de periode 1970 – 1979.

## Interlands

### 1970
|                                                                    |                     |       |                    |                                                                                   |
| 16 mei Vriendschappelijk № 90 «onderlinge duels» 16:15 uur (UTC+1) | Polen               | 1 – 1 | DDR                | Stadion Miejski, Krakau Toeschouwers: 26.595 Scheidsrechter: Nicolae Rainea (ROU) |
| 16 mei Vriendschappelijk № 90 «onderlinge duels» 16:15 uur (UTC+1) | Kazimierz Deyna 20' |       | 22' Eberhard Vogel | Stadion Miejski, Krakau Toeschouwers: 26.595 Scheidsrechter: Nicolae Rainea (ROU) |

|                                                   |                                                                                             |       |      |                                                                                         |
| 26 juli Vriendschappelijk № 91 «onderlinge duels» | DDR                                                                                         | 5 – 0 | Irak | Ernst-Abbe-Sportfeld, Jena Toeschouwers: 10.000 Scheidsrechter: Brunon Piotrowicz (POL) |
| 26 juli Vriendschappelijk № 91 «onderlinge duels» | Peter Ducke 8' Peter Ducke 21' Hans-Jürgen Kreische 37' Eberhard Vogel 47' Konrad Weise 88' |       |      | Ernst-Abbe-Sportfeld, Jena Toeschouwers: 10.000 Scheidsrechter: Brunon Piotrowicz (POL) |

|                                                                         | |       |       |                                                                                  |
| 6 september Vriendschappelijk № 92 «onderlinge duels» 15:00 uur (UTC+1) | DDR | 5 – 0 | Polen | Ostseestadion, Rostock Toeschouwers: 15.000 Scheidsrechter: Yuriy Bocharov (URS) |
| 6 september Vriendschappelijk № 92 «onderlinge duels» 15:00 uur (UTC+1) | Michael Strempel 36' Helmut Stein 48' Hans-Jürgen Kreische 55' Eberhard Vogel 67' (pen.) Hans-Jürgen Kreische 84' |       |       | Ostseestadion, Rostock Toeschouwers: 15.000 Scheidsrechter: Yuriy Bocharov (URS) |

|                                                                            |                 |       |           |                                                                                        |
| 11 november EK 1972 kwalificatie № 93 «onderlinge duels» 18:30 uur (UTC+1) | DDR             | 1 – 0 | Nederland | Rudolf Harbigstadion, Dresden Toeschouwers: 30.089 Scheidsrechter: Curt Liedberg (SWE) |
| 11 november EK 1972 kwalificatie № 93 «onderlinge duels» 18:30 uur (UTC+1) | Peter Ducke 56' |       |           | Rudolf Harbigstadion, Dresden Toeschouwers: 30.089 Scheidsrechter: Curt Liedberg (SWE) |

|                                                                            |           | |     |                                                                                    |
| 15 november EK 1972 kwalificatie № 94 «onderlinge duels» 14:45 uur (UTC+1) | Luxemburg | 0 – 5 | DDR | Stade Municipal, Luxemburg Toeschouwers: 3.800 Scheidsrechter: Anton Bucheli (SUI) |
| 15 november EK 1972 kwalificatie № 94 «onderlinge duels» 14:45 uur (UTC+1) |           | 21' Eberhard Vogel 29' Hans-Jürgen Kreische 36' Hans-Jürgen Kreische 39' Hans-Jürgen Kreische 78' Hans-Jürgen Kreische |     | Stade Municipal, Luxemburg Toeschouwers: 3.800 Scheidsrechter: Anton Bucheli (SUI) |

|                                                                         |                                                   |       |                    |                                                                                    |
| 25 november Vriendschappelijk № 95 «onderlinge duels» 19:45 uur (UTC+1) | Engeland                                          | 3 – 1 | DDR                | Wembley Stadium, Londen Toeschouwers: 93.000 Scheidsrechter: Rudolf Scheurer (SUI) |
| 25 november Vriendschappelijk № 95 «onderlinge duels» 19:45 uur (UTC+1) | Franny Lee 12' Martin Peters 12' Allan Clarke 63' |       | 27' Eberhard Vogel | Wembley Stadium, Londen Toeschouwers: 93.000 Scheidsrechter: Rudolf Scheurer (SUI) |

### 1971
|                                                      |       |                          |     |                                                                                         |
| 2 februari Vriendschappelijk № 96 «onderlinge duels» | Chili | 0 – 1                    | DDR | Estadio Nacional, Santiago Toeschouwers: 20.000 Scheidsrechter: Vicente Llobregat (VEN) |
| 2 februari Vriendschappelijk № 96 «onderlinge duels» |       | 19' Hans-Jürgen Kreische |     | Estadio Nacional, Santiago Toeschouwers: 20.000 Scheidsrechter: Vicente Llobregat (VEN) |

|                                                                        |         |                                                     |     |                                                                                         |
| 8 februari Vriendschappelijk № 97 «onderlinge duels» 21:30 uur (UTC−3) | Uruguay | 0 – 3                                               | DDR | Estadio Centenario, Montevideo Toeschouwers: 20.000 Scheidsrechter: Ramón Barreto (URU) |
| 8 februari Vriendschappelijk № 97 «onderlinge duels» 21:30 uur (UTC−3) |         | 14' Helmut Stein 18' Helmut Stein 65' Frank Richter |     | Estadio Centenario, Montevideo Toeschouwers: 20.000 Scheidsrechter: Ramón Barreto (URU) |

|                                                       |                 |       |                     |                                                                                          |
| 10 februari Vriendschappelijk № 98 «onderlinge duels» | Uruguay         | 1 – 1 | DDR                 | Estadio Centenario, Montevideo Toeschouwers: 6.000 Scheidsrechter: Alejandro Otero (URU) |
| 10 februari Vriendschappelijk № 98 «onderlinge duels» | Oscar Zubía 67' |       | 35' Henning Frenzel | Estadio Centenario, Montevideo Toeschouwers: 6.000 Scheidsrechter: Alejandro Otero (URU) |

|                                                                         |                                              |       |                     |                                                                                       |
| 24 april EK 1972 kwalificatie № 99 «onderlinge duels» 15:00 uur (UTC+1) | DDR                                          | 2 – 1 | Luxemburg           | Stadion der Freundschaft, Gera Toeschouwers: 11.200 Scheidsrechter: Hugh Wilson (NIR) |
| 24 april EK 1972 kwalificatie № 99 «onderlinge duels» 15:00 uur (UTC+1) | Hans-Jürgen Kreische 31' Henning Frenzel 88' |       | 90' Gilbert Dussier | Stadion der Freundschaft, Gera Toeschouwers: 11.200 Scheidsrechter: Hugh Wilson (NIR) |

|                                                                       |                  |       |                                       |                                                                                  |
| 9 mei EK 1972 kwalificatie № 100 «onderlinge duels» 15:00 uur (UTC+1) | DDR              | 1 – 2 | Joegoslavië                           | Zentralstadion, Leipzig Toeschouwers: 94.876 Scheidsrechter: Paul Schiller (AUT) |
| 9 mei EK 1972 kwalificatie № 100 «onderlinge duels» 15:00 uur (UTC+1) | Wolfram Löwe 70' |       | 11' Zoran Filipović 19' Dragan Džajić | Zentralstadion, Leipzig Toeschouwers: 94.876 Scheidsrechter: Paul Schiller (AUT) |

|                                                                                   |        |                       |     |                                                                                            |
| 16 augustus Vriendschappelijk Copa Ciudad de Guadalajara № 101 «onderlinge duels» | Mexico | 0 – 1                 | DDR | Estadio Jalisco, Guadalajara Toeschouwers: 30.000 Scheidsrechter: Edison Pérez Núñez (PER) |
| 16 augustus Vriendschappelijk Copa Ciudad de Guadalajara № 101 «onderlinge duels» |        | 77' Jürgen Sparwasser |     | Estadio Jalisco, Guadalajara Toeschouwers: 30.000 Scheidsrechter: Edison Pérez Núñez (PER) |

|                                                                           |                  |       |                   |                                                                                    |
| 18 september Vriendschappelijk № 102 «onderlinge duels» 15:00 uur (UTC+1) | DDR              | 1 – 1 | Mexico            | Zentralstadion, Leipzig Toeschouwers: 20.000 Scheidsrechter: Gyula Emsberger (HUN) |
| 18 september Vriendschappelijk № 102 «onderlinge duels» 15:00 uur (UTC+1) | Wolfram Löwe 85' |       | 50' Enrique Borja | Zentralstadion, Leipzig Toeschouwers: 20.000 Scheidsrechter: Gyula Emsberger (HUN) |

|                                                                           |                     |       |                   | |
| 25 september Vriendschappelijk № 103 «onderlinge duels» 15:00 uur (UTC+1) | DDR                 | 1 – 1 | Tsjecho-Slowakije | Friedrich-Ludwig-Jahn-Sportpark, Berlijn Toeschouwers: 18.000 Scheidsrechter: Anatoliy Ivanov (URS) |
| 25 september Vriendschappelijk № 103 «onderlinge duels» 15:00 uur (UTC+1) | Joachim Streich 47' |       | 77' Ladislav Kuna | Friedrich-Ludwig-Jahn-Sportpark, Berlijn Toeschouwers: 18.000 Scheidsrechter: Anatoliy Ivanov (URS) |

|                                                                            |                                                    |       |                                       |                                                                                 |
| 10 oktober EK 1972 kwalificatie № 104 «onderlinge duels» 14:30 uur (UTC+1) | Nederland                                          | 3 – 2 | DDR                                   | De Kuip, Rotterdam Toeschouwers: 48.037 Scheidsrechter: Concetto Lo Bello (ITA) |
| 10 oktober EK 1972 kwalificatie № 104 «onderlinge duels» 14:30 uur (UTC+1) | Barry Hulshoff 25' Piet Keizer 52' Piet Keizer 63' |       | 10' Eberhard Vogel 82' Eberhard Vogel | De Kuip, Rotterdam Toeschouwers: 48.037 Scheidsrechter: Concetto Lo Bello (ITA) |

|                                                                            |             |       |     |                                                                             |
| 16 oktober EK 1972 kwalificatie № 105 «onderlinge duels» 14:30 uur (UTC+1) | Joegoslavië | 0 – 0 | DDR | JNA Stadion, Belgrado Toeschouwers: 2.340 Scheidsrechter: Jack Taylor (ENG) |
| 16 oktober EK 1972 kwalificatie № 105 «onderlinge duels» 14:30 uur (UTC+1) |             |       |     | JNA Stadion, Belgrado Toeschouwers: 2.340 Scheidsrechter: Jack Taylor (ENG) |

### 1972
|                                                                     |                     |       |         |                                                                                    |
| 27 mei Vriendschappelijk № 106 «onderlinge duels» 15:00 uur (UTC+1) | DDR                 | 1 – 0 | Uruguay | Zentralstadion, Leipzig Toeschouwers: 20.000 Scheidsrechter: Bohumil Smejkal (TCH) |
| 27 mei Vriendschappelijk № 106 «onderlinge duels» 15:00 uur (UTC+1) | Harald Irmscher 81' |       |         | Zentralstadion, Leipzig Toeschouwers: 20.000 Scheidsrechter: Bohumil Smejkal (TCH) |

|                                                                     |     |       |         |                                                                                |
| 31 mei Vriendschappelijk № 107 «onderlinge duels» 19:00 uur (UTC+1) | DDR | 0 – 0 | Uruguay | Ostseestadion, Rostock Toeschouwers: 15.000 Scheidsrechter: Erik Axelryd (SWE) |
| 31 mei Vriendschappelijk № 107 «onderlinge duels» 19:00 uur (UTC+1) |     |       |         | Ostseestadion, Rostock Toeschouwers: 15.000 Scheidsrechter: Erik Axelryd (SWE) |

| Olympische Spelen 1972 |
| ---------------------- |

|                                                                                  |       |                                                                                             |     |                                                                                 |
| 28 augustus Olympische Spelen Groep D № 108 «onderlinge duels» 17:30 uur (UTC+1) | Ghana | 0 – 4                                                                                       | DDR | Olympiastadion, München Toeschouwers: 40.000 Scheidsrechter: Robert Wurtz (FRA) |
| 28 augustus Olympische Spelen Groep D № 108 «onderlinge duels» 17:30 uur (UTC+1) |       | 17' Hans-Jürgen Kreische 44' Joachim Streich 66' Jürgen Sparwasser 89' Hans-Jürgen Kreische |     | Olympiastadion, München Toeschouwers: 40.000 Scheidsrechter: Robert Wurtz (FRA) |

|                                                                                  |                     |       |                                  |                                                                                            |
| 1 september Olympische Spelen Groep D № 109 «onderlinge duels» 16:30 uur (UTC+1) | DDR                 | 1 – 2 | Polen                            | Städtisches Stadion, Neurenberg Toeschouwers: 5.000 Scheidsrechter: Werner Winsemann (CAN) |
| 1 september Olympische Spelen Groep D № 109 «onderlinge duels» 16:30 uur (UTC+1) | Joachim Streich 45' |       | 6' Jerzy Gorgoń 64' Jerzy Gorgoń | Städtisches Stadion, Neurenberg Toeschouwers: 5.000 Scheidsrechter: Werner Winsemann (CAN) |

|                                                                                  |     |                                 |           |                                                                                     |
| 3 september Olympische Spelen Groep I № 110 «onderlinge duels» 15:00 uur (UTC+1) | DDR | 0 – 2                           | Hongarije | Dreiflüssestadion, Passau Toeschouwers: 8.500 Scheidsrechter: Armando Marques (BRA) |
| 3 september Olympische Spelen Groep I № 110 «onderlinge duels» 15:00 uur (UTC+1) |     | 61' Antal Dunai 67' Kálmán Tóth |           | Dreiflüssestadion, Passau Toeschouwers: 8.500 Scheidsrechter: Armando Marques (BRA) |

|                                                                                          |                                             |       |                                           |                                                                                    |
| 10 september Olympische Spelen Bronzen finale № 111 «onderlinge duels» 10:00 uur (UTC+1) | DDR                                         | 2 – 2 | Sovjet-Unie                               | Olympiastadion, München Toeschouwers: 80.000 Scheidsrechter: Armando Marques (BRA) |
| 10 september Olympische Spelen Bronzen finale № 111 «onderlinge duels» 10:00 uur (UTC+1) | Hans-Jürgen Kreische 35' Eberhard Vogel 78' |       | 10' Oleh Blochin 31' Moertaz Choertsilava | Olympiastadion, München Toeschouwers: 80.000 Scheidsrechter: Armando Marques (BRA) |

|  |  |  |  |  |  |  |  |  |

|                                                                       | |       |         |                                                                                     |
| 7 oktober WK 1974 kwalificatie № 112 «onderlinge duels» 16:00 (UTC+1) | DDR | 5 – 0 | Finland | Dynamo Stadion, Dresden Toeschouwers: 20.915 Scheidsrechter: Liuben Radunchev (BUL) |
| 7 oktober WK 1974 kwalificatie № 112 «onderlinge duels» 16:00 (UTC+1) | Hans-Jürgen Kreische 46' Jürgen Sparwasser 68' Joachim Streich 70' Joachim Streich 76' Jürgen Sparwasser 86' |       |         | Dynamo Stadion, Dresden Toeschouwers: 20.915 Scheidsrechter: Liuben Radunchev (BUL) |

|                                                                         |                   |       |                                                                   |                                                                                       |
| 1 november Vriendschappelijk № 113 «onderlinge duels» 16:30 uur (UTC+1) | Tsjecho-Slowakije | 1 – 3 | DDR                                                               | Tehelné pole, Bratislava Toeschouwers: 20.000 Scheidsrechter: Constantin Petrea (ROU) |
| 1 november Vriendschappelijk № 113 «onderlinge duels» 16:30 uur (UTC+1) | Ivan Pekárik 77'  |       | 15' Hans-Jürgen Kreische 61' Hans-Jürgen Kreische 70' Peter Ducke | Tehelné pole, Bratislava Toeschouwers: 20.000 Scheidsrechter: Constantin Petrea (ROU) |

### 1973
|                                                        |          |                                           |     |                                                                                          |
| 15 februari Vriendschappelijk № 114 «onderlinge duels» | Colombia | 0 – 2                                     | DDR | Estadio El Campín, Bogota Toeschouwers: 35.000 Scheidsrechter: Guillermo Velásquez (COL) |
| 15 februari Vriendschappelijk № 114 «onderlinge duels» |          | 25' Joachim Streich 70' Lothar Kurbjuweit |     | Estadio El Campín, Bogota Toeschouwers: 35.000 Scheidsrechter: Guillermo Velásquez (COL) |

|                                                        |                         |       |                         |                                                                                           |
| 18 februari Vriendschappelijk № 115 «onderlinge duels» | Ecuador                 | 1 – 1 | DDR                     | Estadio Olímpico Atahualpa, Quito Toeschouwers: 40.000 Scheidsrechter: Luis Naranjo (ECU) |
| 18 februari Vriendschappelijk № 115 «onderlinge duels» | Jorge Ernesto Tapia 73' |       | 3' Hans-Jürgen Kreische | Estadio Olímpico Atahualpa, Quito Toeschouwers: 40.000 Scheidsrechter: Luis Naranjo (ECU) |

|                                                                         |                                           |       |         |                                                                                          |
| 7 april WK 1974 kwalificatie № 116 «onderlinge duels» 15:00 uur (UTC+1) | DDR                                       | 2 – 0 | Albanië | Ernst Grubestadion, Maagdenburg Toeschouwers: 17.140 Scheidsrechter: Robert Héliès (FRA) |
| 7 april WK 1974 kwalificatie № 116 «onderlinge duels» 15:00 uur (UTC+1) | Joachim Streich 62' Jürgen Sparwasser 69' |       |         | Ernst Grubestadion, Maagdenburg Toeschouwers: 17.140 Scheidsrechter: Robert Héliès (FRA) |

|                                                                       |                                                    |       |     |                                                                                         |
| 18 april Vriendschappelijk № 117 «onderlinge duels» 20:00 uur (UTC+1) | België                                             | 3 – 0 | DDR | Olympisch Stadion, Antwerpen Toeschouwers: 4.671 Scheidsrechter: Achille Verbecke (FRA) |
| 18 april Vriendschappelijk № 117 «onderlinge duels» 20:00 uur (UTC+1) | Raoul Lambert 15' Raoul Lambert 83' Jean Dockx 75' |       |     | Olympisch Stadion, Antwerpen Toeschouwers: 4.671 Scheidsrechter: Achille Verbecke (FRA) |

|                                                                     |                                         |       |                 |                                                                                               |
| 16 mei Vriendschappelijk № 118 «onderlinge duels» 19:00 uur (UTC+1) | DDR                                     | 2 – 1 | Hongarije       | Ernst Thälmannstadion, Karl-Marx-Stadt Toeschouwers: 30.000 Scheidsrechter: Karol Sarka (TCH) |
| 16 mei Vriendschappelijk № 118 «onderlinge duels» 19:00 uur (UTC+1) | Joachim Streich 36' Joachim Streich 54' |       | 7' Csaba Vidáts | Ernst Thälmannstadion, Karl-Marx-Stadt Toeschouwers: 30.000 Scheidsrechter: Karol Sarka (TCH) |

|                                                                        |                       |       |     |                                                                                          |
| 27 mei WK 1974 kwalificatie № 119 «onderlinge duels» 17:30 uur (UTC+2) | Roemenië              | 1 – 0 | DDR | Stadionul 23 August, Boekarest Toeschouwers: 45.685 Scheidsrechter: Erich Linemayr (AUT) |
| 27 mei WK 1974 kwalificatie № 119 «onderlinge duels» 17:30 uur (UTC+2) | Florea Dumitrache 53' |       |     | Stadionul 23 August, Boekarest Toeschouwers: 45.685 Scheidsrechter: Erich Linemayr (AUT) |

|                                                                    |                    |       |                                                                                                  |                                                                                 |
| 6 juni WK 1974 kwalificatie № 120 «onderlinge duels» 19:00 (UTC+2) | Finland            | 1 – 5 | DDR                                                                                              | Ratina Stadion, Tampere Toeschouwers: 6.104 Scheidsrechter: Pavel Kazakov (URS) |
| 6 juni WK 1974 kwalificatie № 120 «onderlinge duels» 19:00 (UTC+2) | Jarmo Manninen 88' |       | 7' Joachim Streich 30' Joachim Streich 44' Wolfram Löwe 75' Peter Ducke 83' Hans-Jürgen Kreische | Ratina Stadion, Tampere Toeschouwers: 6.104 Scheidsrechter: Pavel Kazakov (URS) |

|                                                                    |                      |       |                                                   |                                                                                   |
| 17 juli Vriendschappelijk № 121 «onderlinge duels» 20:00 uur (UTC) | IJsland              | 1 – 2 | DDR                                               | Laugardalsvöllur, Reykjavik Toeschouwers: 5.280 Scheidsrechter: John Gordon (SCO) |
| 17 juli Vriendschappelijk № 121 «onderlinge duels» 20:00 uur (UTC) | Ólafur Júlíusson 29' |       | 35' Hans-Jürgen Kreische 39' Hans-Jürgen Kreische | Laugardalsvöllur, Reykjavik Toeschouwers: 5.280 Scheidsrechter: John Gordon (SCO) |

|                                                                    |         |                                             |     |                                                                                   |
| 19 juli Vriendschappelijk № 122 «onderlinge duels» 20:00 uur (UTC) | IJsland | 0 – 2                                       | DDR | Laugardalsvöllur, Reykjavik Toeschouwers: 5.156 Scheidsrechter: John Gordon (SCO) |
| 19 juli Vriendschappelijk № 122 «onderlinge duels» 20:00 uur (UTC) |         | 19' Hans-Jürgen Kreische 49' Eberhard Vogel |     | Laugardalsvöllur, Reykjavik Toeschouwers: 5.156 Scheidsrechter: John Gordon (SCO) |

|                                                                              |                                     |       |          |                                                                                    |
| 26 september WK 1974 kwalificatie № 123 «onderlinge duels» 19:00 uur (UTC+1) | DDR                                 | 2 – 0 | Roemenië | Zentralstadion, Leipzig Toeschouwers: 77.764 Scheidsrechter: Rudolf Scheurer (SUI) |
| 26 september WK 1974 kwalificatie № 123 «onderlinge duels» 19:00 uur (UTC+1) | Bernd Bransch 42' Bernd Bransch 64' |       |          | Zentralstadion, Leipzig Toeschouwers: 77.764 Scheidsrechter: Rudolf Scheurer (SUI) |

|                                                                         |                     |       |             |                                                                                 |
| 17 oktober Vriendschappelijk № 124 «onderlinge duels» 18:00 uur (UTC+1) | DDR                 | 1 – 0 | Sovjet-Unie | Zentralstadion, Leipzig Toeschouwers: 40.000 Scheidsrechter: Sándor Petri (HUN) |
| 17 oktober Vriendschappelijk № 124 «onderlinge duels» 18:00 uur (UTC+1) | Joachim Streich 18' |       |             | Zentralstadion, Leipzig Toeschouwers: 40.000 Scheidsrechter: Sándor Petri (HUN) |

|                                                                            |                 |       |                                                                               |                                                                                   |
| 3 november WK 1974 kwalificatie № 125 «onderlinge duels» 14:00 uur (UTC+1) | Albanië         | 1 – 4 | DDR                                                                           | Qemal Stafastadion, Tirana Toeschouwers: 16.157 Scheidsrechter: Paul Bonett (MLT) |
| 3 november WK 1974 kwalificatie № 125 «onderlinge duels» 14:00 uur (UTC+1) | Mihal Gjika 15' |       | 5' Joachim Streich 35' Joachim Streich 62' Wolfram Löwe 77' Jürgen Sparwasser | Qemal Stafastadion, Tirana Toeschouwers: 16.157 Scheidsrechter: Paul Bonett (MLT) |

|                                                                          |           |                    |     |                                                                             |
| 21 november Vriendschappelijk № 126 «onderlinge duels» 17:30 uur (UTC+1) | Hongarije | 0 – 1              | DDR | Népstadion, Boedapest Toeschouwers: 6.565 Scheidsrechter: Josef Bucek (AUT) |
| 21 november Vriendschappelijk № 126 «onderlinge duels» 17:30 uur (UTC+1) |           | 35' Reinhard Lauck |     | Népstadion, Boedapest Toeschouwers: 6.565 Scheidsrechter: Josef Bucek (AUT) |

### 1974
|                                                        |         |                                                                                  |     |                                                                                   |
| 26 februari Vriendschappelijk № 127 «onderlinge duels» | Tunesië | 0 – 4                                                                            | DDR | Stade El Menzah, Tunis Toeschouwers: 12.000 Scheidsrechter: Zoubir Benganif (ALG) |
| 26 februari Vriendschappelijk № 127 «onderlinge duels» |         | 17' Reinhard Lauck 36' Henning Frenzel 70' Reinhard Lauck 76' Hans-Jürgen Dörner |     | Stade El Menzah, Tunis Toeschouwers: 12.000 Scheidsrechter: Zoubir Benganif (ALG) |

|                                                                        |                    |       |                                                                  |                                                                                       |
| 28 februari Vriendschappelijk № 128 «onderlinge duels» 21:00 uur (UTC) | Algerije           | 1 – 3 | DDR                                                              | Stadion van 5 juli 1962, Algiers Toeschouwers: 13.500 Scheidsrechter: Ali Dridi (TUN) |
| 28 februari Vriendschappelijk № 128 «onderlinge duels» 21:00 uur (UTC) | Mohamed Griche 62' |       | 10' Joachim Streich 16' (pen.) Hans-Bert Matoul 64' Wolfram Löwe | Stadion van 5 juli 1962, Algiers Toeschouwers: 13.500 Scheidsrechter: Ali Dridi (TUN) |

|                                                                       |                     |       |        | |
| 13 maart Vriendschappelijk № 129 «onderlinge duels» 17:30 uur (UTC+1) | DDR                 | 1 – 0 | België | Friedrich-Ludwig-Jahn-Sportpark, Berlijn Toeschouwers: 30.000 Scheidsrechter: Вohumil Kopcio (TCH) |
| 13 maart Vriendschappelijk № 129 «onderlinge duels» 17:30 uur (UTC+1) | Joachim Streich 80' |       |        | Friedrich-Ludwig-Jahn-Sportpark, Berlijn Toeschouwers: 30.000 Scheidsrechter: Вohumil Kopcio (TCH) |

|                                                                       |                     |       |                   |                                                                                    |
| 27 maart Vriendschappelijk № 130 «onderlinge duels» 17:30 uur (UTC+1) | DDR                 | 1 – 0 | Tsjecho-Slowakije | Dynamostadion, Dresden Toeschouwers: 13.000 Scheidsrechter: Valentin Lipatov (URS) |
| 27 maart Vriendschappelijk № 130 «onderlinge duels» 17:30 uur (UTC+1) | Joachim Streich 13' |       |                   | Dynamostadion, Dresden Toeschouwers: 13.000 Scheidsrechter: Valentin Lipatov (URS) |

|                                                                     |                       |       |           |                                                                              |
| 23 mei Vriendschappelijk № 131 «onderlinge duels» 19:30 uur (UTC+1) | DDR                   | 1 – 0 | Noorwegen | Ostseestadion, Rostock Toeschouwers: 15.333 Scheidsrechter: Jan Keizer (NED) |
| 23 mei Vriendschappelijk № 131 «onderlinge duels» 19:30 uur (UTC+1) | Jürgen Sparwasser 77' |       |           | Ostseestadion, Rostock Toeschouwers: 15.333 Scheidsrechter: Jan Keizer (NED) |

|                                                                     |                     |       |                  |                                                                                 |
| 29 mei Vriendschappelijk № 132 «onderlinge duels» 20:00 uur (UTC+1) | DDR                 | 1 – 1 | Engeland         | Zentralstadion, Leipzig Toeschouwers: 95.000 Scheidsrechter: György Müncz (HUN) |
| 29 mei Vriendschappelijk № 132 «onderlinge duels» 20:00 uur (UTC+1) | Joachim Streich 66' |       | 68' Mick Channon | Zentralstadion, Leipzig Toeschouwers: 95.000 Scheidsrechter: György Müncz (HUN) |

| Wereldkampioenschap voetbal 1974 |
| -------------------------------- |

|                                                                    |                                             |       |           |                                                                                      |
| 14 juni WK 1974 Groep 1 № 133 «onderlinge duels» 19:30 uur (UTC+1) | DDR                                         | 2 – 0 | Australië | Volksparkstadion, Hamburg Toeschouwers: 17.000 Scheidsrechter: Youssou N`Diaye (SEN) |
| 14 juni WK 1974 Groep 1 № 133 «onderlinge duels» 19:30 uur (UTC+1) | Colin Curran 58' (e.d.) Joachim Streich 72' |       |           | Volksparkstadion, Hamburg Toeschouwers: 17.000 Scheidsrechter: Youssou N`Diaye (SEN) |

|                                                                    |                    |       |                     |                                                                                          |
| 18 juni WK 1974 Groep 1 № 134 «onderlinge duels» 19:00 uur (UTC+1) | Chili              | 1 – 1 | DDR                 | Olympiastadion, West-Berlijn Toeschouwers: 28.300 Scheidsrechter: Aurelio Angonese (ITA) |
| 18 juni WK 1974 Groep 1 № 134 «onderlinge duels» 19:00 uur (UTC+1) | Sergio Ahumada 69' |       | 55' Martin Hoffmann | Olympiastadion, West-Berlijn Toeschouwers: 28.300 Scheidsrechter: Aurelio Angonese (ITA) |

|                                                                    |                       |       |                |                                                                                    |
| 22 juni WK 1974 Groep 1 № 135 «onderlinge duels» 19:30 uur (UTC+1) | DDR                   | 1 – 0 | West-Duitsland | Volksparkstadion, Hamburg Toeschouwers: 60.200 Scheidsrechter: Ramón Barreto (URU) |
| 22 juni WK 1974 Groep 1 № 135 «onderlinge duels» 19:30 uur (UTC+1) | Jürgen Sparwasser 78' |       |                | Volksparkstadion, Hamburg Toeschouwers: 60.200 Scheidsrechter: Ramón Barreto (URU) |

|                                                                    |               |       |     |                                                                                        |
| 26 juni WK 1974 Groep A № 136 «onderlinge duels» 19:30 uur (UTC+1) | Brazilië      | 1 – 0 | DDR | Niedersachsenstadion, Hannover Toeschouwers: 59.863 Scheidsrechter: Clive Thomas (WAL) |
| 26 juni WK 1974 Groep A № 136 «onderlinge duels» 19:30 uur (UTC+1) | Rivellino 60' |       |     | Niedersachsenstadion, Hannover Toeschouwers: 59.863 Scheidsrechter: Clive Thomas (WAL) |

|                                                                    |     |                                       |           |                                                                                       |
| 30 juni WK 1974 Groep A № 137 «onderlinge duels» 16:00 uur (UTC+1) | DDR | 0 – 2                                 | Nederland | Parkstadion, Gelsenkirchen Toeschouwers: 68.348 Scheidsrechter: Rudolf Scheurer (SUI) |
| 30 juni WK 1974 Groep A № 137 «onderlinge duels» 16:00 uur (UTC+1) |     | Johan Neeskens 7' Rob Rensenbrink 59' |           | Parkstadion, Gelsenkirchen Toeschouwers: 68.348 Scheidsrechter: Rudolf Scheurer (SUI) |

|                                                                   |                   |       |                     |                                                                                   |
| 3 juli WK 1974 Groep A № 138 «onderlinge duels» 19:30 uur (UTC+1) | Argentinië        | 1 – 1 | DDR                 | Parkstadion, Gelsenkirchen Toeschouwers: 54.254 Scheidsrechter: Jack Taylor (ENG) |
| 3 juli WK 1974 Groep A № 138 «onderlinge duels» 19:30 uur (UTC+1) | René Houseman 20' |       | 14' Joachim Streich | Parkstadion, Gelsenkirchen Toeschouwers: 54.254 Scheidsrechter: Jack Taylor (ENG) |

|  |  |  |  |  |  |  |  |  |

|                                                                          |                  |       |                                                                 |                                                                                           |
| 4 september Vriendschappelijk № 139 «onderlinge duels» 19:30 uur (UTC+1) | Polen            | 1 – 3 | DDR                                                             | Wojska Polskiegostadion, Warschau Toeschouwers: 25.000 Scheidsrechter: György Müncz (HUN) |
| 4 september Vriendschappelijk № 139 «onderlinge duels» 19:30 uur (UTC+1) | Grzegorz Lato 3' |       | 36' Lothar Kurbjuweit 39' Eberhard Vogel 51' Hans-Jürgen Dörner | Wojska Polskiegostadion, Warschau Toeschouwers: 25.000 Scheidsrechter: György Müncz (HUN) |

|                                                                           |                                                           |       |                     |                                                                                 |
| 25 september Vriendschappelijk № 140 «onderlinge duels» 17:00 uur (UTC+1) | Tsjecho-Slowakije                                         | 3 – 1 | DDR                 | Letenský Stadion, Praag Toeschouwers: 10.000 Scheidsrechter: Otto Anderco (ROU) |
| 25 september Vriendschappelijk № 140 «onderlinge duels» 17:00 uur (UTC+1) | Přemysl Bičovský 5' Přemysl Bičovský 26' Anton Ondruš 29' |       | 22' Martin Hoffmann | Letenský Stadion, Praag Toeschouwers: 10.000 Scheidsrechter: Otto Anderco (ROU) |

|                                                                        |                                            |       |        |                                                                                                |
| 9 oktober Vriendschappelijk № 141 «onderlinge duels» 17:30 uur (UTC+1) | DDR                                        | 2 – 0 | Canada | Stadion der Freundschaft, Frankfurt Toeschouwers: 2.000 Scheidsrechter: Valentin Lipatov (URS) |
| 9 oktober Vriendschappelijk № 141 «onderlinge duels» 17:30 uur (UTC+1) | Martin Hoffmann 16' Hans-Jürgen Dörner 90' |       |        | Stadion der Freundschaft, Frankfurt Toeschouwers: 2.000 Scheidsrechter: Valentin Lipatov (URS) |

|                                                                            |                    |       |                           |                                                                                       |
| 12 oktober EK 1976 kwalificatie № 142 «onderlinge duels» 17:00 uur (UTC+1) | DDR                | 1 – 1 | IJsland                   | Ernst Grubestadion, Maagdenburg Toeschouwers: 8.410 Scheidsrechter: Svein Thime (NOR) |
| 12 oktober EK 1976 kwalificatie № 142 «onderlinge duels» 17:00 uur (UTC+1) | Martin Hoffmann 7' |       | 26' Matthías Hallgrímsson | Ernst Grubestadion, Maagdenburg Toeschouwers: 8.410 Scheidsrechter: Svein Thime (NOR) |

|                                                                       |                                                               |       |     |                                                                              |
| 30 oktober Vriendschappelijk № 143 «onderlinge duels» 20:00 uur (UTC) | Schotland                                                     | 3 – 0 | DDR | Hampden Park, Glasgow Toeschouwers: 39.445 Scheidsrechter: Jack Taylor (ENG) |
| 30 oktober Vriendschappelijk № 143 «onderlinge duels» 20:00 uur (UTC) | Tommy Hutchison 33' (pen.) Kenny Burns 36' Kenny Dalglish 75' |       |     | Hampden Park, Glasgow Toeschouwers: 39.445 Scheidsrechter: Jack Taylor (ENG) |

|                                                                             |                                        |       |                                                |                                                                                          |
| 16 november EK 1976 kwalificatie № 144 «onderlinge duels» 20:30 uur (UTC+1) | Frankrijk                              | 2 – 2 | DDR                                            | Parc des Princes, Parijs Toeschouwers: 45.831 Scheidsrechter: Pablo Sánchez Ibáñez (ESP) |
| 16 november EK 1976 kwalificatie № 144 «onderlinge duels» 20:30 uur (UTC+1) | Jean-Marc Guillou 79' Jean Gallice 89' |       | 25' Jürgen Sparwasser 57' Hans-Jürgen Kreische | Parc des Princes, Parijs Toeschouwers: 45.831 Scheidsrechter: Pablo Sánchez Ibáñez (ESP) |

|                                                                            |     |       |        |                                                                                   |
| 7 december EK 1976 kwalificatie № 145 «onderlinge duels» 17:00 uur (UTC+1) | DDR | 0 – 0 | België | Zentralstadion, Leipzig Toeschouwers: 20.557 Scheidsrechter: Sergio Gonella (ITA) |
| 7 december EK 1976 kwalificatie № 145 «onderlinge duels» 17:00 uur (UTC+1) |     |       |        | Zentralstadion, Leipzig Toeschouwers: 20.557 Scheidsrechter: Sergio Gonella (ITA) |

### 1975
|                                                                       |     |       |           | |
| 26 maart Vriendschappelijk № 146 «onderlinge duels» 18:00 uur (UTC+1) | DDR | 0 – 0 | Bulgarije | Friedrich-Ludwig-Jahn-Sportpark, Berlijn Toeschouwers: 15.000 Scheidsrechter: Anatoliy Ivanov (URS) |
| 26 maart Vriendschappelijk № 146 «onderlinge duels» 18:00 uur (UTC+1) |     |       |           | Friedrich-Ludwig-Jahn-Sportpark, Berlijn Toeschouwers: 15.000 Scheidsrechter: Anatoliy Ivanov (URS) |

|                                                                     |                    |       |                                    |                                                                                   |
| 28 mei Vriendschappelijk № 147 «onderlinge duels» 17:30 uur (UTC+1) | DDR                | 1 – 2 | Polen                              | Kurt-Wabbelstadion, Halle Toeschouwers: 20.500 Scheidsrechter: Ulf Eriksson (SWE) |
| 28 mei Vriendschappelijk № 147 «onderlinge duels» 17:30 uur (UTC+1) | Eberhard Vogel 81' |       | 69' Grzegorz Lato 83' Joachim Marx | Kurt-Wabbelstadion, Halle Toeschouwers: 20.500 Scheidsrechter: Ulf Eriksson (SWE) |

|                                                                      |                                                 |       |                       |                                                                                  |
| 5 juni EK 1976 kwalificatie № 148 «onderlinge duels» 20:00 uur (UTC) | IJsland                                         | 2 – 1 | DDR                   | Laugardalsvöllur, Reykjavik Toeschouwers: 10.373 Scheidsrechter: Ian Foote (SCO) |
| 5 juni EK 1976 kwalificatie № 148 «onderlinge duels» 20:00 uur (UTC) | Jóhannes Eðvaldsson 12' Ásgeir Sigurvinsson 32' |       | 48' Jürgen Pommerenke | Laugardalsvöllur, Reykjavik Toeschouwers: 10.373 Scheidsrechter: Ian Foote (SCO) |

|                                                    |        |                                                            |     |                                                                                     |
| 29 juli Vriendschappelijk № 149 «onderlinge duels» | Canada | 0 – 3                                                      | DDR | Varsity Stadium, Toronto Toeschouwers: 7.028 Scheidsrechter: Werner Winsemann (CAN) |
| 29 juli Vriendschappelijk № 149 «onderlinge duels» |        | 11' Jürgen Sparwasser 81' Eberhard Vogel 86' Bernd Bransch |     | Varsity Stadium, Toronto Toeschouwers: 7.028 Scheidsrechter: Werner Winsemann (CAN) |

|                                                                      |        |       | |                                                                              |
| 31 juli Vriendschappelijk № 150 «onderlinge duels» 20:00 uur (UTC−4) | Canada | 1 – 7 | DDR | Lansdowne Park, Ottawa Toeschouwers: 8.346 Scheidsrechter: Tony Nobile (USA) |
| 31 juli Vriendschappelijk № 150 «onderlinge duels» 20:00 uur (UTC−4) | ?      |       | 10' Joachim Streich 28' Hans-Jürgen Riediger 37' Eberhard Vogel 48' Jürgen Pommerenke 57' Joachim Streich 59' Eberhard Vogel 84' Eberhard Vogel | Lansdowne Park, Ottawa Toeschouwers: 8.346 Scheidsrechter: Tony Nobile (USA) |

|                                                                          |             |       |     |                                                                                        |
| 3 september Vriendschappelijk № 151 «onderlinge duels» 19:30 uur (UTC+3) | Sovjet-Unie | 0 – 0 | DDR | Centraal Leninstadion, Moskou Toeschouwers: 25.000 Scheidsrechter: Jerzy Świstek (POL) |
| 3 september Vriendschappelijk № 151 «onderlinge duels» 19:30 uur (UTC+3) |             |       |     | Centraal Leninstadion, Moskou Toeschouwers: 25.000 Scheidsrechter: Jerzy Świstek (POL) |

|                                                                              |                   |       |                                     |                                                                                         |
| 27 september EK 1976 kwalificatie № 152 «onderlinge duels» 20:00 uur (UTC+1) | België            | 1 – 2 | DDR                                 | Stade Emile Versé, Anderlecht Toeschouwers: 17.281 Scheidsrechter: Nicolae Rainea (ROU) |
| 27 september EK 1976 kwalificatie № 152 «onderlinge duels» 20:00 uur (UTC+1) | Wilfried Puis 60' |       | 50' Peter Ducke 71' Reinhard Häfner | Stade Emile Versé, Anderlecht Toeschouwers: 17.281 Scheidsrechter: Nicolae Rainea (ROU) |

|                                                                            |                                        |       |                        |                                                                                     |
| 12 oktober EK 1976 kwalificatie № 153 «onderlinge duels» 14:30 uur (UTC+1) | DDR                                    | 2 – 1 | Frankrijk              | Zentralstadion, Leipzig Toeschouwers: 28.544 Scheidsrechter: Erik Fredriksson (SWE) |
| 12 oktober EK 1976 kwalificatie № 153 «onderlinge duels» 14:30 uur (UTC+1) | Joachim Streich 56' Eberhard Vogel 78' |       | 50' Dominique Bathenay | Zentralstadion, Leipzig Toeschouwers: 28.544 Scheidsrechter: Erik Fredriksson (SWE) |

| |                      |       |                  |                                                                                     |
| 19 november Olympisch kwalificatietoernooi voetbal 1976 № 154 «onderlinge duels» 17:00 uur (UTC+1) | Tsjecho-Slowakije    | 1 – 1 | DDR              | Za Lužánkamistadion, Brno Toeschouwers: 10.000 Scheidsrechter: Tsvetan Stanev (BUL) |
| 19 november Olympisch kwalificatietoernooi voetbal 1976 № 154 «onderlinge duels» 17:00 uur (UTC+1) | Přemysl Bičovský 90' |       | 82' Konrad Weise | Za Lužánkamistadion, Brno Toeschouwers: 10.000 Scheidsrechter: Tsvetan Stanev (BUL) |

### 1976
|                                                                                                |     |       |                   |                                                                                    |
| 7 april Olympisch kwalificatietoernooi voetbal 1976 № 155 «onderlinge duels» 17:30 uur (UTC+1) | DDR | 0 – 0 | Tsjecho-Slowakije | Zentralstadion, Leipzig Toeschouwers: 45.000 Scheidsrechter: Vladimir Rudnev (URS) |
| 7 april Olympisch kwalificatietoernooi voetbal 1976 № 155 «onderlinge duels» 17:30 uur (UTC+1) |     |       |                   | Zentralstadion, Leipzig Toeschouwers: 45.000 Scheidsrechter: Vladimir Rudnev (URS) |

|                                                                       | |       |          |                                                                                            |
| 21 april Vriendschappelijk № 156 «onderlinge duels» 17:30 uur (UTC+1) | DDR | 5 – 0 | Algerije | Stadion der Freundschaft, Cottbus Toeschouwers: 8.000 Scheidsrechter: Dobrosław Stec (POL) |
| 21 april Vriendschappelijk № 156 «onderlinge duels» 17:30 uur (UTC+1) | Peter Kotte 9' Hans-Jürgen Riediger 12' Gert Heidler 36' Hans-Jürgen Dörner 61' (pen.) Peter Kotte 82' |       |          | Stadion der Freundschaft, Cottbus Toeschouwers: 8.000 Scheidsrechter: Dobrosław Stec (POL) |

| Olympische Spelen 1976 |
| ---------------------- |

|                                                                                   |                                                     |       |                           |                                                                                       |
| 27 juli Olympische Spelen Halve finale № 157 «onderlinge duels» 18:00 uur (UTC−4) | DDR                                                 | 2 – 1 | Sovjet-Unie               | Olympisch Stadion, Montréal Toeschouwers: 48.855 Scheidsrechter: Marco Dorantes (MEX) |
| 27 juli Olympische Spelen Halve finale № 157 «onderlinge duels» 18:00 uur (UTC−4) | Hans-Jürgen Dörner 61' (pen.) Lothar Kurbjuweit 65' |       | 84' (pen.) Viktor Kolotov | Olympisch Stadion, Montréal Toeschouwers: 48.855 Scheidsrechter: Marco Dorantes (MEX) |

|                                                                             |                                                           |       |                   |                                                                                      |
| 31 juli Olympische Spelen Finale № 158 «onderlinge duels» 21:30 uur (UTC−4) | DDR                                                       | 3 – 1 | Polen             | Olympisch Stadion, Montréal Toeschouwers: 71.617 Scheidsrechter: Ramón Barreto (URU) |
| 31 juli Olympische Spelen Finale № 158 «onderlinge duels» 21:30 uur (UTC−4) | Hartmut Schade 7' Martin Hoffmann 14' Reinhard Häfner 84' |       | 59' Grzegorz Lato | Olympisch Stadion, Montréal Toeschouwers: 71.617 Scheidsrechter: Ramón Barreto (URU) |

|  |  |  |  |  |  |  |  |  |

|                                                                           |                          |       |                    | |
| 22 september Vriendschappelijk № 159 «onderlinge duels» 17:30 uur (UTC+1) | DDR                      | 1 – 1 | Hongarije          | Friedrich-Ludwig-Jahn-Sportpark, Berlijn Toeschouwers: 20.000 Scheidsrechter: Henning Lund Sørensen (DEN) |
| 22 september Vriendschappelijk № 159 «onderlinge duels» 17:30 uur (UTC+1) | Hans-Jürgen Riediger 19' |       | 26' László Fazekas | Friedrich-Ludwig-Jahn-Sportpark, Berlijn Toeschouwers: 20.000 Scheidsrechter: Henning Lund Sørensen (DEN) |

|                                                                         |           |                                                                             |     |                                                                                         |
| 27 oktober Vriendschappelijk № 160 «onderlinge duels» 15:15 uur (UTC+2) | Bulgarije | 0 – 4                                                                       | DDR | Chadzji Dimitarstadion, Sliven Toeschouwers: 18.000 Scheidsrechter: Alojzy Jarguz (POL) |
| 27 oktober Vriendschappelijk № 160 «onderlinge duels» 15:15 uur (UTC+2) |           | 38' Joachim Streich 40' Joachim Streich 63' Gert Heidler 66' Hartmut Schade |     | Chadzji Dimitarstadion, Sliven Toeschouwers: 18.000 Scheidsrechter: Alojzy Jarguz (POL) |

|                                                                             |                |       |                        |                                                                                 |
| 17 november WK 1978 kwalificatie № 161 «onderlinge duels» 17:30 uur (UTC+1) | DDR            | 1 – 1 | Turkije                | Dynamostadion, Dresden Toeschouwers: 18.000 Scheidsrechter: Pat Partridge (ENG) |
| 17 november WK 1978 kwalificatie № 161 «onderlinge duels» 17:30 uur (UTC+1) | Peter Kotte 3' |       | 31' (pen.) Cemil Turan | Dynamostadion, Dresden Toeschouwers: 18.000 Scheidsrechter: Pat Partridge (ENG) |

### 1977
|                                                                         |       |                     |     |                                                                                   |
| 2 april WK 1978 kwalificatie № 162 «onderlinge duels» 16:00 uur (UTC+1) | Malta | 0 – 1               | DDR | Empire Stadion, Gżira Toeschouwers: 6.279 Scheidsrechter: Bruno Della Bruna (SUI) |
| 2 april WK 1978 kwalificatie № 162 «onderlinge duels» 16:00 uur (UTC+1) |       | 55' Joachim Streich |     | Empire Stadion, Gżira Toeschouwers: 6.279 Scheidsrechter: Bruno Della Bruna (SUI) |

|                                                                       |                 |       |                       |                                                                                             |
| 27 april Vriendschappelijk № 163 «onderlinge duels» 17:00 uur (UTC+2) | Roemenië        | 1 – 1 | DDR                   | Stadionul Steaua, Boekarest Toeschouwers: 20.000 Scheidsrechter: Pablo Sánchez Ibáñez (ESP) |
| 27 april Vriendschappelijk № 163 «onderlinge duels» 17:00 uur (UTC+2) | Ion Dumitru 39' |       | 31' Lothar Kurbjuweit | Stadionul Steaua, Boekarest Toeschouwers: 20.000 Scheidsrechter: Pablo Sánchez Ibáñez (ESP) |

|                                                                      |                                        |       |     |                                                                                     |
| 12 juli Vriendschappelijk № 164 «onderlinge duels» 13:00 uur (UTC−3) | Argentinië                             | 2 – 0 | DDR | La Bombonera, Buenos Aires Toeschouwers: 50.000 Scheidsrechter: Ramón Barreto (URU) |
| 12 juli Vriendschappelijk № 164 «onderlinge duels» 13:00 uur (UTC−3) | René Houseman 30' Jorge Carrascosa 72' |       |     | La Bombonera, Buenos Aires Toeschouwers: 50.000 Scheidsrechter: Ramón Barreto (URU) |

|                                                                      |                    |       |                                             |                                                                                  |
| 28 juli Vriendschappelijk № 165 «onderlinge duels» 21:00 uur (UTC+1) | DDR                | 2 – 1 | Sovjet-Unie                                 | Zentralstadion, Leipzig Toeschouwers: 95.000 Scheidsrechter: Marian Kustoń (POL) |
| 28 juli Vriendschappelijk № 165 «onderlinge duels» 21:00 uur (UTC+1) | Reinhard Häfner 9' |       | 22' Aleksandr Boebnov 90' Jürgen Sparwasser | Zentralstadion, Leipzig Toeschouwers: 95.000 Scheidsrechter: Marian Kustoń (POL) |

|                                                                          |        |                        |     |                                                                              |
| 17 augustus Vriendschappelijk № 166 «onderlinge duels» 19:00 uur (UTC+1) | Zweden | 0 – 1                  | DDR | Råsundastadion, Solna Toeschouwers: 15.078 Scheidsrechter: Rolf Haugen (NOR) |
| 17 augustus Vriendschappelijk № 166 «onderlinge duels» 19:00 uur (UTC+1) |        | 75' Hans-Jürgen Dörner |     | Råsundastadion, Solna Toeschouwers: 15.078 Scheidsrechter: Rolf Haugen (NOR) |

|                                                                          |                    |       |           |                                                                                          |
| 7 september Vriendschappelijk № 167 «onderlinge duels» 16:30 uur (UTC+1) | DDR                | 1 – 0 | Schotland | Stadion der Weltjugend, Berlijn Toeschouwers: 50.000 Scheidsrechter: Martin Horbas (TCH) |
| 7 september Vriendschappelijk № 167 «onderlinge duels» 16:30 uur (UTC+1) | Hartmut Schade 66' |       |           | Stadion der Weltjugend, Berlijn Toeschouwers: 50.000 Scheidsrechter: Martin Horbas (TCH) |

|                                                                              |                  |       |                     |                                                                              |
| 24 september WK 1978 kwalificatie № 168 «onderlinge duels» 15:00 uur (UTC+1) | Oostenrijk       | 1 – 1 | DDR                 | Praterstadion, Wenen Toeschouwers: 72.000 Scheidsrechter: Tom Reynolds (WAL) |
| 24 september WK 1978 kwalificatie № 168 «onderlinge duels» 15:00 uur (UTC+1) | Wilhelm Kreuz 8' |       | 40' Martin Hoffmann | Praterstadion, Wenen Toeschouwers: 72.000 Scheidsrechter: Tom Reynolds (WAL) |

|                                                                            |                  |       |                         |                                                                              |
| 12 oktober WK 1978 kwalificatie № 169 «onderlinge duels» 17:30 uur (UTC+1) | DDR              | 1 – 1 | Oostenrijk              | Zentralstadion, Leipzig Toeschouwers: 95.000 Scheidsrechter: Ian Foote (SCO) |
| 12 oktober WK 1978 kwalificatie № 169 «onderlinge duels» 17:30 uur (UTC+1) | Wolfram Löwe 50' |       | 43' Roland Hattenberger | Zentralstadion, Leipzig Toeschouwers: 95.000 Scheidsrechter: Ian Foote (SCO) |

|                                                                            | |       |       |                                                                                               |
| 29 oktober WK 1978 kwalificatie № 170 «onderlinge duels» 14:00 uur (UTC+1) | DDR | 9 – 0 | Malta | Karl-Liebknecht-Sportpark, Babelsberg Toeschouwers: 15.000 Scheidsrechter: Jafar Namdar (IRI) |
| 29 oktober WK 1978 kwalificatie № 170 «onderlinge duels» 14:00 uur (UTC+1) | Martin Hoffmann 2' Hartmut Schade 28' Martin Hoffmann 45' Jürgen Sparwasser 52' Gerd Weber 56' Joachim Streich 63' (pen.) Joachim Streich 79' Joachim Streich 82' Martin Hoffmann 85' |       |       | Karl-Liebknecht-Sportpark, Babelsberg Toeschouwers: 15.000 Scheidsrechter: Jafar Namdar (IRI) |

|                                                                             |                  |       |                                        |                                                                                          |
| 16 november WK 1978 kwalificatie № 171 «onderlinge duels» 14:00 uur (UTC+2) | Turkije          | 1 – 2 | DDR                                    | İzmir Atatürkstadion, İzmir Toeschouwers: 7.010 Scheidsrechter: Alberto Michelotti (ITA) |
| 16 november WK 1978 kwalificatie № 171 «onderlinge duels» 14:00 uur (UTC+2) | Volkan Yayım 81' |       | 30' Hartmut Schade 62' Martin Hoffmann | İzmir Atatürkstadion, İzmir Toeschouwers: 7.010 Scheidsrechter: Alberto Michelotti (ITA) |

### 1978
|                                                                      |                                                                 |       |                    |                                                                                                |
| 8 maart Vriendschappelijk № 172 «onderlinge duels» 17:00 uur (UTC+1) | DDR                                                             | 3 – 1 | Zwitserland        | Ernst Thälmannstadion, Karl-Marx-Stadt Toeschouwers: 28.000 Scheidsrechter: László Pádár (HUN) |
| 8 maart Vriendschappelijk № 172 «onderlinge duels» 17:00 uur (UTC+1) | Hans-Jürgen Riediger 4' Martin Hoffmann 25' Martin Hoffmann 40' |       | 32' Claudio Sulser | Ernst Thälmannstadion, Karl-Marx-Stadt Toeschouwers: 28.000 Scheidsrechter: László Pádár (HUN) |

|                                                                      |     |                  |        |                                                                                  |
| 4 april Vriendschappelijk № 173 «onderlinge duels» 17:00 uur (UTC+1) | DDR | 0 – 1            | Zweden | Zentralstadion, Leipzig Toeschouwers: 20.000 Scheidsrechter: Bogdan Dochev (BUL) |
| 4 april Vriendschappelijk № 173 «onderlinge duels» 17:00 uur (UTC+1) |     | 75' Sanny Åslund |        | Zentralstadion, Leipzig Toeschouwers: 20.000 Scheidsrechter: Bogdan Dochev (BUL) |

|                                                                       |     |       |        |                                                                                          |
| 19 april Vriendschappelijk № 174 «onderlinge duels» 17:00 uur (UTC+1) | DDR | 0 – 0 | België | Ernst Grubestadion, Maagdenburg Toeschouwers: 20.000 Scheidsrechter: John Homewood (ENG) |
| 19 april Vriendschappelijk № 174 «onderlinge duels» 17:00 uur (UTC+1) |     |       |        | Ernst Grubestadion, Maagdenburg Toeschouwers: 20.000 Scheidsrechter: John Homewood (ENG) |

|                                                                          |                                       |       |                                   |                                                                                          |
| 30 augustus Vriendschappelijk № 175 «onderlinge duels» 17:00 uur (UTC+1) | DDR                                   | 2 – 2 | Bulgarije                         | Georgij Dimitroffstadion, Erfurt Toeschouwers: 9.000 Scheidsrechter: Antonín Wencl (TCH) |
| 30 augustus Vriendschappelijk № 175 «onderlinge duels» 17:00 uur (UTC+1) | Lutz Eigendorf 15' Lutz Eigendorf 62' |       | 21' Pavel Panov 42' Angel Stankov | Georgij Dimitroffstadion, Erfurt Toeschouwers: 9.000 Scheidsrechter: Antonín Wencl (TCH) |

|                                                                          |                                          |       |                   |                                                                                 |
| 6 september Vriendschappelijk № 176 «onderlinge duels» 20:00 uur (UTC+1) | DDR                                      | 2 – 1 | Tsjecho-Slowakije | Zentralstadion, Leipzig Toeschouwers: 10.000 Scheidsrechter: Franz Wöhrer (AUT) |
| 6 september Vriendschappelijk № 176 «onderlinge duels» 20:00 uur (UTC+1) | Jürgen Pommerenke 20' Lutz Eigendorf 66' |       | 84' Anton Ondruš  | Zentralstadion, Leipzig Toeschouwers: 10.000 Scheidsrechter: Franz Wöhrer (AUT) |

|                                                                           |                                                              |       |                     |                                                                                     |
| 4 oktober EK 1980 kwalificatie № 177 «onderlinge duels» 17:00 uur (UTC+1) | DDR                                                          | 3 – 1 | IJsland             | Kurt Wabbelstadion, Halle Toeschouwers: 9.084 Scheidsrechter: Thomas Reynolds (WAL) |
| 4 oktober EK 1980 kwalificatie № 177 «onderlinge duels» 17:00 uur (UTC+1) | Werner Peter 6' Hans-Jürgen Riediger 29' Martin Hoffmann 72' |       | 15' Pétur Pétursson | Kurt Wabbelstadion, Halle Toeschouwers: 9.084 Scheidsrechter: Thomas Reynolds (WAL) |

|                                                                             |                                                             |       |     |                                                                            |
| 15 november EK 1980 kwalificatie № 178 «onderlinge duels» 20:00 uur (UTC+1) | Nederland                                                   | 3 – 0 | DDR | De Kuip, Rotterdam Toeschouwers: 33.972 Scheidsrechter: Ulf Eriksson (SWE) |
| 15 november EK 1980 kwalificatie № 178 «onderlinge duels» 20:00 uur (UTC+1) | Gerd Kische 17' (e.d.) Ruud Geels 72' (pen.) Ruud Geels 89' |       |     | De Kuip, Rotterdam Toeschouwers: 33.972 Scheidsrechter: Ulf Eriksson (SWE) |

### 1979
|                                                       |                         |       |                     |                                                                                              |
| 9 februari Vriendschappelijk № 179 «onderlinge duels» | Irak                    | 1 – 1 | DDR                 | Al-shaabstadion, Bagdad Toeschouwers: 25.000 Scheidsrechter: Abdul-Aziz Saleh Al Salmi (IRQ) |
| 9 februari Vriendschappelijk № 179 «onderlinge duels» | Ali Hussein Mahmoud 80' |       | 89' Joachim Streich | Al-shaabstadion, Bagdad Toeschouwers: 25.000 Scheidsrechter: Abdul-Aziz Saleh Al Salmi (IRQ) |

|                                                        |                                                       |       |                |                                                                            |
| 11 februari Vriendschappelijk № 180 «onderlinge duels» | Irak                                                  | 2 – 1 | DDR            | Al-shaabstadion, Bagdad Toeschouwers: 22.000 Scheidsrechter: Khasher (IRQ) |
| 11 februari Vriendschappelijk № 180 «onderlinge duels» | Hussein Saeed Mohammed 74' Hussein Saeed Mohammed 88' |       | 3' Dieter Kühn | Al-shaabstadion, Bagdad Toeschouwers: 22.000 Scheidsrechter: Khasher (IRQ) |

|                                                        |                 |       |     |                                                                                         |
| 28 februari Vriendschappelijk № 181 «onderlinge duels» | Bulgarije       | 1 – 0 | DDR | 9 septemberstadion, Boergas Toeschouwers: 15.000 Scheidsrechter: Francisc Kolossi (ROU) |
| 28 februari Vriendschappelijk № 181 «onderlinge duels» | Rusi Gochev 52' |       |     | 9 septemberstadion, Boergas Toeschouwers: 15.000 Scheidsrechter: Francisc Kolossi (ROU) |

|                                                                       |                                                       |       |     |                                                                                  |
| 28 maart Vriendschappelijk № 182 «onderlinge duels» 18:00 uur (UTC+1) | Hongarije                                             | 3 – 0 | DDR | Népstadion, Boedapest Toeschouwers: 10.479 Scheidsrechter: Horst Brummeier (AUT) |
| 28 maart Vriendschappelijk № 182 «onderlinge duels» 18:00 uur (UTC+1) | András Törőcsik 16' László Tiber 59' György Tatár 73' |       |     | Népstadion, Boedapest Toeschouwers: 10.479 Scheidsrechter: Horst Brummeier (AUT) |

|                                                                          |                                        |       |                    |                                                                                    |
| 18 april EK 1980 kwalificatie № 183 «onderlinge duels» 17:00 uur (UTC+1) | DDR                                    | 2 – 1 | Polen              | Zentralstadion, Leipzig Toeschouwers: 45.254 Scheidsrechter: Eldar Azim-Zade (URS) |
| 18 april EK 1980 kwalificatie № 183 «onderlinge duels» 17:00 uur (UTC+1) | Joachim Streich 50' Lutz Lindemann 63' |       | 7' Zbigniew Boniek | Zentralstadion, Leipzig Toeschouwers: 45.254 Scheidsrechter: Eldar Azim-Zade (URS) |

|                                                                       |             |                                        |     |                                                                                         |
| 5 mei EK 1980 kwalificatie № 184 «onderlinge duels» 17:30 uur (UTC+1) | Zwitserland | 0 – 2                                  | DDR | Espenmoos, Sankt Gallen Toeschouwers: 7.486 Scheidsrechter: Augusto Lamo Castillo (ESP) |
| 5 mei EK 1980 kwalificatie № 184 «onderlinge duels» 17:30 uur (UTC+1) |             | 45' Lutz Lindemann 90' Joachim Streich |     | Espenmoos, Sankt Gallen Toeschouwers: 7.486 Scheidsrechter: Augusto Lamo Castillo (ESP) |

|                                                                     |                     |       |          |                                                                                           |
| 1 juni Vriendschappelijk № 185 «onderlinge duels» 16:00 uur (UTC+1) | DDR                 | 1 – 0 | Roemenië | Stadion der Weltjugend, Berlijn Toeschouwers: 50.000 Scheidsrechter: Károly Palotai (HUN) |
| 1 juni Vriendschappelijk № 185 «onderlinge duels» 16:00 uur (UTC+1) | Joachim Streich 64' |       |          | Stadion der Weltjugend, Berlijn Toeschouwers: 50.000 Scheidsrechter: Károly Palotai (HUN) |

|                                                                          |                    |       |     |                                                                                       |
| 5 september Vriendschappelijk № 186 «onderlinge duels» 19:00 uur (UTC+3) | Sovjet-Unie        | 1 – 0 | DDR | Centraal Leninstadion, Moskou Toeschouwers: 45.000 Scheidsrechter: László Kőrös (HUN) |
| 5 september Vriendschappelijk № 186 «onderlinge duels» 19:00 uur (UTC+3) | Joeri Gavrilov 70' |       |     | Centraal Leninstadion, Moskou Toeschouwers: 45.000 Scheidsrechter: László Kőrös (HUN) |

|                                                                            |         |                                                          |     |                                                                                   |
| 12 september EK 1980 kwalificatie № 187 «onderlinge duels» 18:15 uur (UTC) | IJsland | 0 – 3                                                    | DDR | Laugardalsvöllur, Reykjavik Toeschouwers: 9.162 Scheidsrechter: Svein Thime (NOR) |
| 12 september EK 1980 kwalificatie № 187 «onderlinge duels» 18:15 uur (UTC) |         | 66' (pen.) Gerd Weber 73' Gerd Weber 80' Joachim Streich |     | Laugardalsvöllur, Reykjavik Toeschouwers: 9.162 Scheidsrechter: Svein Thime (NOR) |

|                                                                              |                      |       |                     |                                                                                 |
| 26 september EK 1980 kwalificatie № 188 «onderlinge duels» 17:45 uur (UTC+2) | Polen                | 1 – 1 | DDR                 | Śląskistadion, Chorzów Toeschouwers: 63.938 Scheidsrechter: Pat Partridge (ENG) |
| 26 september EK 1980 kwalificatie № 188 «onderlinge duels» 17:45 uur (UTC+2) | Henryk Wieczorek 77' |       | 62' Reinhard Häfner | Śląskistadion, Chorzów Toeschouwers: 63.938 Scheidsrechter: Pat Partridge (ENG) |

|                                                                            |                                                                                                   |       |                                           |                                                                                              |
| 13 oktober EK 1980 kwalificatie № 189 «onderlinge duels» 14:00 uur (UTC+1) | DDR                                                                                               | 5 – 2 | Zwitserland                               | Stadion der Weltjugend, Oost-Berlijn Toeschouwers: 32.406 Scheidsrechter: Robert Wurtz (FRA) |
| 13 oktober EK 1980 kwalificatie № 189 «onderlinge duels» 14:00 uur (UTC+1) | Gerd Weber 1' Umberto Barberis 18' Rüdiger Schnuphase 26' Martin Hoffmann 75' Martin Hoffmann 80' |       | 11' Martin Hoffmann 72' Hans-Jörg Pfister | Stadion der Weltjugend, Oost-Berlijn Toeschouwers: 32.406 Scheidsrechter: Robert Wurtz (FRA) |

|                                                                             |                                                   |       |                                                          |                                                                                    |
| 21 november EK 1980 kwalificatie № 190 «onderlinge duels» 17:00 uur (UTC+1) | DDR                                               | 2 – 3 | Nederland                                                | Zentralstadion, Leipzig Toeschouwers: 89.297 Scheidsrechter: António Garrido (POR) |
| 21 november EK 1980 kwalificatie № 190 «onderlinge duels» 17:00 uur (UTC+1) | Rüdiger Schnuphase 17' Joachim Streich 33' (pen.) |       | 45' Frans Thijssen 50' Kees Kist 67' René van de Kerkhof | Zentralstadion, Leipzig Toeschouwers: 89.297 Scheidsrechter: António Garrido (POR) |

CONMEBOL: Colombia · Ecuador

UEFA: Albanië · België · Bulgarije · Cyprus · Denemarken · West-Duitsland · Duitse Democratische Republiek · Engeland · Finland · Frankrijk · Griekenland · Hongarije · IJsland · Ierland · Italië · Joegoslavië · Luxemburg · Malta · Nederland · Noord-Ierland · Noorwegen · Oostenrijk · Polen · Portugal · Roemenië · Schotland ·  Sovjet-Unie ·  Spanje · Tsjecho-Slowakije · Turkije · Wales ·  Zweden · Zwitserland

CAF: Madagaskar AFC: Israël

DFV · Kwalificatiewedstrijden · A-internationals · Bondscoaches · Statistieken · DDR vrouwenelftal · DDR U21 · DDR U20 ·  DDR U18 · DDR U16
1952 – 1959 · 
1960 – 1969 · 
1970 – 1979 · 
1980 – 1990
WK 1974
OS 1964 · 
OS 1972 · 
OS 1976 · 
OS 1980
1952 · 
1953 · 
1954 · 
1955 · 
1956 · 
1957 · 
1958 · 
1959 ·
1960 · 
1961 · 
1962 · 
1963 · 
1964 · 
1965 · 
1966 · 
1967 · 
1968 · 
1969 ·
1970 · 
1971 · 
1972 · 
1973 · 
1974 · 
1975 · 
1976 · 
1977 · 
1978 · 
1979 ·
1980 · 
1981 · 
1982 · 
1983 · 
1984 · 
1985 · 
1986 · 
1987 · 
1988 · 
1989 · 
1990
Albanië ·
Algerije ·
Argentinië ·
Australië ·
België ·
Bolivia ·
Brazilië ·
Bulgarije ·
Canada ·
Chili ·
Colombia ·
Cuba ·
Denemarken ·
Duitsland ·
Ecuador ·
Egypte ·
Engeland ·
Finland ·
Frankrijk ·
Ghana ·
Griekenland ·
Guinee ·
Hongarije ·
IJsland ·
Indonesië ·
Irak ·
Italië ·
Joegoslavië ·
Koeweit ·
Luxemburg ·
Mali ·
Malta ·
Marokko ·
Mexico ·
Myanmar ·
Nederland ·
Noorwegen ·
Oostenrijk ·
Polen ·
Portugal ·
Roemenië ·
Schotland ·
Sovjet-Unie ·
Spanje ·
Sri Lanka ·
Tsjecho-Slowakije ·
Tunesië ·
Turkije ·
Uruguay ·
Verenigde Staten ·
Wales ·
Zweden ·
Zwitserland